# Іван Стедмен
Іван Стедмен (англ. Ivan Stedman, 13 квітня 1895 — 7 січня 1979) — австралійський плавець.
Призер Олімпійських Ігор 1920 року, учасник 1924 року.